# Barry Round
Barry James Round (Melbourne, 26 de enero de 1950 - 24 de diciembre de 2022) fue un futbolista de fútbol australiano y entrenador.

## Carrera profesional
Jugó para Footscray y South Melbourne/Sídney en la Victorian Football League (VFL) entre 1969 y 1985. Jugó 328 partidos (135 para Footscray y 193 para South Melbourne/Sídney), ganó una medalla Brownlow en 1981 (empatando con su excompañero de equipo Bernie Quinlan) y fue el primer capitán de los Swans durante la era de Sídney. La altura y el peso de Round eran 193 cm (6 pies 4 pulgadas) y 108 kg (17 st 0 lb).
Después de retirarse del fútbol VFL, jugó y entrenó durante varios años para Williamstown en la Asociación de Fútbol de Victoria, el segundo nivel más alto de fútbol en Victoria, donde participó en sus equipos de 1986 y fue capitán-entrenador de sus equipos de primera división de 1990. Ganó el premio al mejor y más justo de la asociación, el Trofeo J. J. Liston, en 1987 y ganó la Medalla en memoria de Norm Goss en 1990 al mejor en el campo en la Gran Final.
Round fue capitán del Williamstown Football Club en las temporadas 1989-1991 y entrenó al club de 1989 a 1993. Durante su corto tiempo en el club, Round ganó 3 medallas Gerry Callahan consecutivas (premio al mejor y más justo de Williamstown) entre 1987 y 1989. En 2009, Barry Round fue nombrado en el Equipo del Siglo de Williamstown en la Posición Ruck. En mayo de 2014, Williamstown FC celebró su 150 aniversario e incorporó a Round como parte de su equipo inaugural del Salón de la Fama. Esa misma noche, fue elevado al estatus de Leyenda en el club, siendo uno de los cinco jugadores en recibir el honor.
En 2001, Round fue incluido en el Salón de la Fama del Fútbol Australiano con una mención que decía: "Gran hombre con corazón de león que representó a Footscray y Sidney con distinción". También fue miembro del Equipo del Siglo de Sidney, que se anunció en 2003.
En 2005, Round apareció en la competencia de canto de The AFL Footy Show, "Screamers".
Barry Round murió por insuficiencia orgánica el 24 de diciembre de 2022, a los 72 años. Su hijo es David Round, quien ganó el premio al mejor y más justo de Williamstown en 1999.